# 熊谷奈美
熊谷 奈美（くまがい なみ、本名同じ、1977年3月22日 - ）は、関西を中心に活動するタレント、リポーター、女優。兵庫県西宮市出身。昭和プロダクション所属。
血液型A型。愛称は「奈美ちゃん」。

## 人物
2学年年下の弟が1人おり、名前は「健一」。
高校生の頃から女優を志し、芝居の勉強を始める。その後上京し、劇団ひまわりに所属。多数の舞台に出演する。
数年間の活動の後、関西に戻り、ロケのリポーターを中心に活動中。その傍ら、演劇などの出演を中心に女優業も続けている。
両親が移住した縁から丹波篠山ふるさと大使にも任命されており、2021年には一日市長に就任。

## 所属事務所遍歴
2011年、Eフラットプロモーションからアルティスタ（株式会社プレステージ）に移籍。
2014年7月、昭和プロダクションに移籍した。

## 主な芸歴

### テレビ番組

#### レギュラー出演
- 浜村淳の大阪夢散歩（- 2005年3月、関西テレビ）
- 週末お出かけ情報サイトどこ行く?（2007年4月 - 2008年3月、サンテレビ）
- 大阪ほんわかテレビ（読売テレビ）
- スタンダップ!（2008年4月 - 、朝日放送テレビ）
- アップ&UP!（2009年、関西テレビ）「アップ&SHOP!」のコーナーレギュラー

#### 準レギュラー出演
- おはよう朝日です（2000年4月 - 2022年9月13日、朝日放送テレビ）
  - リポーターとして22年6ヶ月間活躍した。
- ビジネス新伝説 ルソンの壺（NHK大阪）
- ぐるっと関西プラス（NHK大阪）
- ぐるっと関西おひるまえ（NHK大阪）

#### 単発・ゲスト
- 東京FILE「GET! 幸せづくり23区」（TOKYO MX）
- 浜村淳の知っトク大阪（関西テレビ）
- 開運!なんでも鑑定団（テレビ東京）
- 日本名作劇場「雁」（テレビ東京）

### ラジオ
- OBCドラマティック競馬（ラジオ大阪）
- 伊藤史隆のOn-site RADIO（朝日放送、2016年6月20日・8月29日放送分ゲスト）
- ドッキリ!ハッキリ!三代澤康司です（ABCラジオ、2017年10月4日より水曜パートナーとして出演）
- ウラのウラまで浦川です - 月曜パートナー（ABCラジオ、2025年3月31日 - ）

### CM
- 国土交通省 近畿地方整備局「いきいき近畿」
- 紳士服はるやま

### 舞台
- 京橋花月 よる芝居「放課後アゲイン」（2009年4月）